# Wodzinczyn kulisty

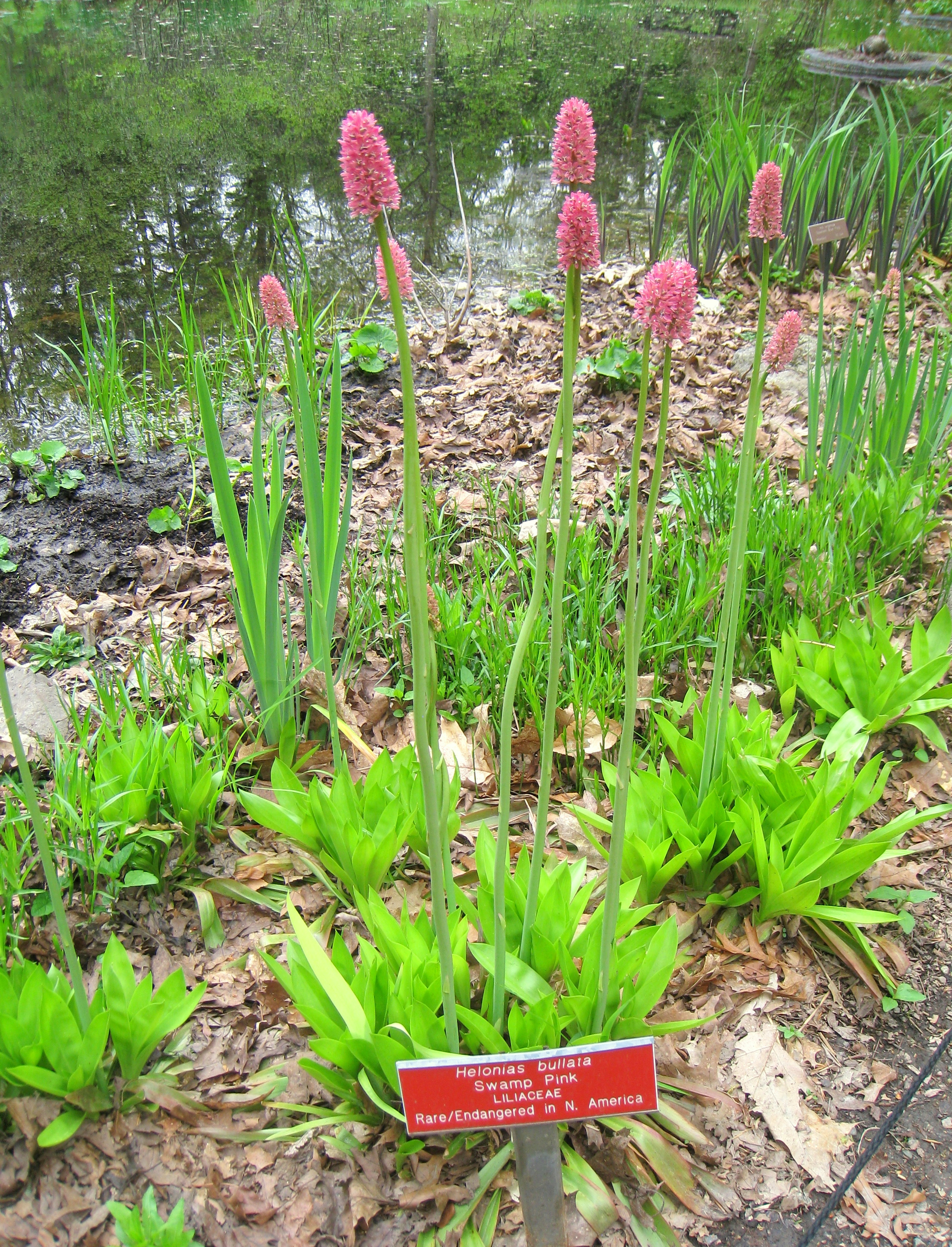
Pokrój

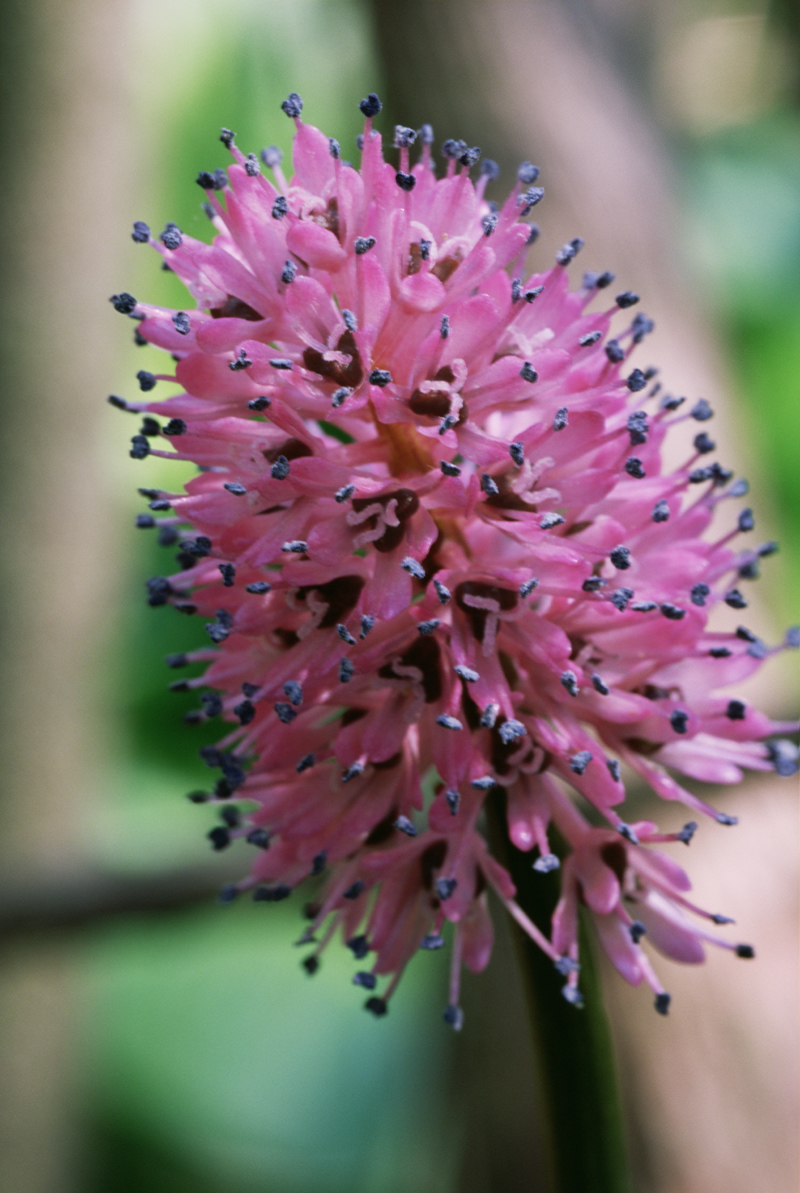
Rozwinięty kwiatostan

Wodzinczyn kulisty (Helonias bullata L.) – gatunek roślin zielnych z monotypowego rodzaju wodzinczyn z rodziny melantkowatych, występujący w Stanach Zjednoczonych, od Nowego Jorku do Georgii. 

## Morfologia
PokrójRośliny zielne osiągające wysokość od 10 do 30 cm w czasie kwitnienia i do 60 cm w czasie owocowania.
ŁodygaPędem podziemnym jest krępe kłącze. Pęd naziemny głąbikopodobny, wzniesiony, nierozgałęziony, nagi, pusty w środku.
Liścieodziomkowe tworzące wiecznie zieloną rozetkę. Na pędzie kwiatostanowym liście zredukowane, przysadkowate. Blaszki liściowe ciemnozielone, podługowato-łopatkowate do odwrotnielancetowatych, całobrzegie, o ostrych wierzchołkach, nagie, o wymiarach 9–35×1,5–4 cm. Przysadkowate liście dystalne szeroko trójkątne, o długości 1–2 cm.
KwiatyKwiaty 6-pręcikowe, lejkowate, szypułkowate, pachnące, zebrane po 30–70 w gęste, haplokauliczne grono. Kwiatostan jajowaty, o długości 2,5–10 cm. Okwiat pojedynczy, trwały, 6-listkowy, różowy i zieleniejący. Listki okwiatu łopatkowate do podługowatych, złączone u nasady, o długości 4–9 mm. Miodniki położone proksymalnie i doosiowo, lekko żłobione. Pręciki długości listków okwiatu, położone w dwóch okółkach, z których wewnętrzny przyrasta proksymalnie do zalążni. Nitki pręcików nitkowate, o długości 5–6 mm. Główki pręcików niebieskie, o długości 0,75–1 mm, grzbietowe, jednokomorowe. Pylniki jednokomorowe o zrośniętych wierzchołkowo archesporach. Zalążnia górna, proksymalnie trzykomorowa, dystalnie jednokomorowa, przechodząca w 3 spłaszczone, wygięte szyjki słupka o długości 1,4–2,5 mm.
OwoceOwocostan podługowaty, o długości 10–17,5 cm, złożony z głęboko trójklapowych, odwrotniesercowatych torebek o wymiarach 3–8×8–10 mm, o papierowatych ścianach, otwierających się przez środek każdej komory, zawierających w każdej komorze 16 nasion. Nasiona równowąsko-wrzecionowate, ogoniaste, białawo-brązowe, o długości 4–6 mm.

## Biologia i ekologia
RozwójByliny, hemikryptofity. Kwitną od późnej wiosny do wczesnego lata. Rozmnażają się wegetatywnie, przez rozrost kłącza, oraz generatywnie, jednak rośliny te rzadko zakwitają. Nasiona roznoszone są głównie przez wiatr i grawitację. Wtórnie nasiona przenoszone są na dalsze odległości przez mrówki (z uwagi na obecność elajosomu) oraz wodę. Nasiona zachowują zdolność kiełkowania jedynie przez kilka tygodni.
SiedliskoBagna, torfowiska i tereny podmokłe (pocosin) w Paśmie Błękitnym Appalachów oraz północne równiny nadmorskie, na wysokości od 0 do 1100 m n.p.m.. Rośliny występują na stanowiskach specyficznych pod względem hydrologicznym. Zasiedlają wyłącznie tereny podmokłe wiecznie nasycone wodami gruntowymi, o niskiej częstotliwości zalewania. Sutter (1982) opisał je jako miejsca, w których lustro wody znajduje się na lub bardzo blisko powierzchni i jest stabilne, wahając się jedynie nieznacznie wiosną i latem. Rośliny te występują na bagnach porastanych przez cyprysiki lub klon czerwony, a także na terenach zasiedlonych przez kapturnicę z gatunku Sarracenia purpurea, kalmie, rododendron z gatunku Rhododendron maximum oraz zarośla olchowe i torfowiska torfowcowe. Często spotykane są u źródeł strumieni.
GenetykaGatunek diploidalny z zestawem chromosomów 2n = 34.

## Systematyka
Pozycja rodzajuWedług Angiosperm Phylogeny Website (aktualizowany system APG IV z 2016) rodzaj wodzinczyn (Helonias) zaliczany jest do podrodziny Heloniadeae w rodzinie melantkowatych (Melanthiaceae), należącej do rzędu liliowców (Liliales) zaliczanych do jednoliściennych (monocots).
Typ nomenklatorycznyHolotyp gatunku nie został wskazany przez Linneusza. W 1993 James L. Reveal wskazał jako lektotyp okaz zielnikowy zebrany w XVIII wieku przez Pehra Kalma, przechowywany w zbiorach Towarzystwa Linneuszowskiego w Londynie (LINN-471.1).

## Nazewnictwo
Toponimia nazwy naukowejNazwa naukowa rodzaju pochodzi od greckich słów ελος ('elos – bagno) i νομή (nomi – pastwisko), odnosząc się do siedlisk tych roślin. Epitet gatunkowy w języku łacińskim oznacza pomarszczony, pokryty bąblami.
Nazwy zwyczajoweW języku angielskim roślina ta określana jest jako swamp-pink.

## Zagrożenie i ochrona
Gatunek w Stanach Zjednoczonych uznany na podstawie prawa federalnego za zagrożony wyginięciem. W stanie Nowy Jork uznany za wymarły, w Georgii i Południowej Karolinie za krytycznie zagrożony, a w Delaware, Maryland, Północnej Karolinie i Wirginii za zagrożony wymarciem. Obserwowane jest stałe zmniejszanie populacji tego gatunku, przede wszystkim z uwagi na niszczenie siedlisk, związane z osuszaniem terenów podmokłych na potrzeby rolnicze. Innymi zidentyfikowanymi zagrożeniami dla tych roślin jest niska jakość wody, wypieranie przez gatunki inwazyjne, żerowanie jeleni oraz bezpośrednie niszczenie przez człowieka. Lokalnie gatunek ten jest jednak dość powszechny. W Północnej Karolinie jedna z populacji liczy ponad 100 000 osobników.

## Zastosowanie
Rośliny leczniczeIstnieją doniesienia o stosowaniu wywaru z tej rośliny w przypadku zaparcia.
Rośliny ozdobneRośliny z tego gatunku bywają uprawiane w Stanach Zjednoczonych jako rośliny ozdobne w ogrodach na stanowiskach podmokłych.